# Conjugaison sarde
 (juin 2025).
La conjugaison des verbes du sarde est principalement divisée selon les infinitifs de verbes -are, -ere et -ire dans les dialectes du centre-nord (y compris la Limba Sarda Comuna) pour les verbes réguliers, similaires aux systèmes tripartites du portugais, de l'espagnol et de l'italien (tous impliquent des infinitifs avec des voyelles thématiques -a-, -e- et -i- ). Dans les dialectes du sud (notamment le dialecte campidanais), ces infinitifs ci-dessus se transforment respectivement en -ai, -i et -iri. Il existe également des verbes irréguliers. De nombreuses formes conjuguées sardes sont similaires et phonologiquement conservatrices par rapport au latin classique, bien que le nombre de temps différents ait été considérablement réduit et que les temps restants reposent sur la périphrase.
La conjugaison des verbes en Sarde possède son propre article en raison de sa diversité dialectale. Les conjugaisons ici sont actuellement basées sur la Limba Sarda Comuna, le dialecte logudorais, et le dialecte Campidanais.

## Aperçu
Comme dans les autres langues Romanes, les verbes sardes ont un grand nombre de flexions. La conjugaison du sarde est assez diversifiée, mais moins diversifiée que celle de l'occitan. De plus, les temps imparfaits de l'indicatif et du subjonctif du campidanais proviennent respectivement du latin indicatif parfait et du subjonctif plus-que-parfait. De plus, l'indicatif parfait latin a évolué vers le prétérit poétique dans le dialecte logudorais, les terminaisons sont (de 1SG > 2SG > 3SG > 1PL > 2PL > 3PL ) -esi, -esti, -esit, -èsimus / -emus, -ezis et -èsint . Le sarde a également conservé la conjugaison latine du plus-que-parfait de l'indicatif (cf. sc. derat du lat. dederat, sc. fekerat / fecherat du lat. fecerat, sc. furarat du latin vulgaire * furaverat, etc.), mais il est depuis longtemps tombé en désuétude. Les temps incluent (les périphrases sont en vert ) :
- Infinitif (infinitivu)
- Participe (partitzípiu)
  - participe passé
- Gérondif (gerùndiu)
- Indicatif (indicativu)
  - Présent (presentu)
  - Passé présent (passadu pròssimu) : en ajoutant les formes présentes de l'indicatif des verbes auxiliaires (soit àere soit essere ) avec le participe passé
  - Imparfait (imperfetu)
  - Passé imparfait (passadu pròssimu) : en ajoutant les formes imparfaites de l'indicatif des verbes auxiliaires avec participe passé
  - Futur (fùturu) : en ajoutant les formes présentes de l'indicatif de àere plus a et l'infinitif
  - Futur antérieur (fùturu anteriore) : en ajoutant les formes présentes de àere a avec les infinitifs des verbes auxiliaires et du participe passé
- Conditionnel (conditzionale) : en ajoutant les formes imparfaites de l'indicatif de dèpere (en Logudorais et en LSC) ou ái(ri) plus a (dans les dialectes de transition et en Campidanais), tous deux avec l'infinitif[5]
  - Conditionnel passé : en ajoutant les formes imparfaites de dèpere avec les infinitifs des verbes auxiliaires et du participe passé
- Subjonctif (congiuntivu)
  - Présent
  - Passé (passadu) : en ajoutant les formes subjonctives présentes des verbes auxiliaires avec participe passé
  - Imparfait
  - Plus-que-parfait (trapassadu) : en ajoutant les formes subjonctives imparfaites des verbes auxiliaires avec participe passé
- Impératif (imperativu)
  - Impératif négatif (forma negativa) : en ajoutant no aux formes présentes du subjonctif

Comme en portugais et en espagnol, les formes impératives ne peuvent exister qu'à la 2e personne, mais d'autres formes (à l'exception de la première personne du singulier) sont fournies par les formes du subjonctif présent.
Les formes sont généralement prononcées comme elles sont écrites, à l'exception des formes se terminant par des consonnes qui sont prononcées avec une voyelle épenthétique identique à la dernière voyelle à côté de la consonne (voyelle d'écho), la consonne finale non voisée étant voisée en position intervocalique et les occlusives voisées étant encore plus adoucies à l'intervocalique en fricatives (cantas → càntasa sc, cantet → càntede sc), de façon analogue à l'Espagnol, au Catalan ou au Portugais. Par conséquent, cela n'est normalement pas reflété dans l'orthographe, bien que les formes cantan, càntana, cantant ou càntanta de la terminaison 3PL en logudorese soient toutes acceptables (les formes en -nt sont utilisées ici).

### Exemple de prononciations de formes

#### Logudorais
| Infinitif       | Infinitif                                    | Infinitif                                                                         | tènnere                                                  | tènnere                                                                            | [ˈtɛnːɛɾɛ]    | [ˈtɛnːɛɾɛ]            |
| Gérondif        | Gérondif                                     | Gérondif                                                                          | tenende                                                  | tenende                                                                            | [tɛˈnɛɳɖɛ]    | [tɛˈnɛɳɖɛ]            |
| Participe passé | Participe passé                              | Participe passé                                                                   | tentu                                                    | tentu                                                                              | [ˈtentu]      | [ˈtentu]              |
|                 | Indicatif                                    | Indicatif                                                                         | Subjonctif                                               | Subjonctif                                                                         | Impératif     | Impératif             |
| Présent         | tèngio tenes tenet tenimus tenides tenent    | [ˈtɛndʒɔ] [ˈtɛnɛzɛ] [ˈtɛnɛðɛ] [teˈnimuzu] [teˈniðɛzɛ] [ˈtɛnɛn(t)ɛ]                | tèngia tèngias tèngiat tengiamus tengiais tèngiant       | [ˈtɛndʒa] [ˈtɛndʒaza] [ˈtɛndʒaða] [tɛnˈdʒaːmuzu] [tɛnˈdʒajzi] [ˈtɛndʒan(t)a]       | tene tengiais | [ˈtɛːnɛ] [tɛnˈdʒajzi] |
| Imparfait       | tenia tenias teniat tenìamus teniais teniant | [teˈniː.a] [teˈniː.aza] [teˈniː.aða] [teˈniː.amuzu] [teˈniː.ajzi] [teˈniː.an(t)a] | tennere tenneres tenneret tenneremus tennereis tennerent | [tɛˈnːɛɾɛ] [tɛˈnːɛɾɛzɛ] [tɛˈnːɛɾɛðɛ] [tenːeˈɾeːmuzu] [tenːeˈɾejzi] [tɛˈnːɛɾɛn(t)ɛ] | NC            | NC                    |

#### Nuorais
| Infinitif       | Infinitif                                                    | Infinitif                                                                                  | appèrrere                                                                | appèrrere                                                                                  | [aˈpːɛrɛɾɛ]             | [aˈpːɛrɛɾɛ]             |
| Gérondif        | Gérondif                                                     | Gérondif                                                                                   | apperende                                                                | apperende                                                                                  | [apːɛˈɾɛɳɖɛ]            | [apːɛˈɾɛɳɖɛ]            |
| Participe passé | Participe passé                                              | Participe passé                                                                            | appértu / apperta                                                        | appértu / apperta                                                                          | [aˈpːertu] / [aˈpːɛrta] | [aˈpːertu] / [aˈpːɛrta] |
|                 | Indicatif                                                    | Indicatif                                                                                  | Subjonctif                                                               | Subjonctif                                                                                 | Impératif               | Impératif               |
| Présent         | apperjo appéris appérit apperimus apperìes appérin           | [aˈpːɛɾjɔ] [aˈpːeɾizi] [aˈpːeɾiti] [apːɛˈɾimuzu] [apːɛˈɾi.ɛzɛ] [aˈpːeɾini]                 | apperja apperjas apperjat apperjamus apperjazes apperjan                 | [aˈpːɛɾja] [aˈpːɛɾaza] [aˈpːɛɾata] [apːɛˈɾjamuzu] [apːɛˈɾjadzɛzɛ] [aˈpːɛɾjana]             | appéri apperìe          | [aˈpːeɾi] [apːɛˈɾi.ɛ]   |
| Imparfait       | apperìo apperìas apperìat apperiabamus apperiabazes apperìan | [apːɛˈɾi.ɔ] [apːɛˈɾi.aza] [apːɛˈɾi.ata] [apːɛɾi.aˈβamuzu] [apːɛɾi.aˈβadzɛzɛ] [apːɛˈɾi.ana] | apperrère(po) apperreres apperreret apperrerémus apperrerezes apperreren | [apːɛˈrɛɾɛ(pɔ)] [apːɛˈrɛɾɛzɛ] [apːɛˈrɛɾɛtɛ] [apːɛrɛˈɾemuzu] [apːɛrɛˈɾɛdzɛzɛ] [apːɛˈrɛɾɛnɛ] | NC                      | NC                      |

## Auxiliaires:èssereetàere
Ces deux verbes sont très irréguliers, ils contiennent des formes subjonctives dans les formes impératives (en campidanais, le verbe ai ne possède pas de forme participiale passée et impérative). Comme d'autres descendants du verbe latin sum (cf. aussi copule romane), le verbe èssere est supplétif, composé des verbes latins (déjà supplétifs) sum « je suis » dans les formes restantes, et stō « je me tiens » au participe passé. Le verbe àere n'est utilisé que comme verbe auxiliaire, le sens de « avoir » est autrement donné par le verbe tènnere, dans les dialectes du centre-sud (cf. §Verbes irréguliers). En logudorais, les formes prétérites (voir §Aperçu) de èssere sont fui, fusti / fisti / fis, fuit / fit, fimus / fimis, fustis / fizis et fuint / fint, de même, le radical prétérit de àere est app-.

### Èssere«être»
| Infinitif       | Infinitif                        | èssere                                             | èssere     |
| Gérondif        | Gérondif                         | essende                                            | essende    |
| Participe passé | Participe passé                  | istadu                                             | istadu     |
|                 | Indicatif                        | Subjonctif                                         | Impératif  |
| Présent         | so ses est semus seis sunt       | sia sias siat siamus siais siant                   | sias siais |
| Imparfait       | fia fias fiat fiamus fiais fiant | essere esseres'esseret'esseremus'essereis'esserent | -          |

| Infinitif       | Infinitif                     | èssere                                                 | èssere                             |
| Gérondif        | Gérondif                      | essende                                                | essende                            |
| Participe passé | Participe passé               | istàu / istada                                         | istàu / istada                     |
|                 | Indicatif                     | Subjonctif                                             | Impératif                          |
| Présent         | soe ses est semus sezis sun   | sìa sìas sìat siamus siazes sìan                       | - Remplacé par istare: ista, istàe |
| Imparfait       | fippi fis fit fimus fizis fin | essere(po) esseres esseret esseremus esserezes esseren | -                                  |

| Infinitif       | Infinitif                                     | essere                                                                                   | essere                    |
| Gérondif        | Gérondif                                      | essende, sende                                                                           | essende, sende            |
| Participe passé | Participe passé                               | istadu                                                                                   | istadu                    |
|                 | Indicatif                                     | Subjonctif                                                                               | Impératif                 |
| Présent         | son ses est semus seis sunt                   | sia, sie sias, sies siat, siet siamus, siemus siades, siedas siezis, siezas siant, sient | sias, sies siazes, siezes |
| Imparfait       | fia, fio fias, fist fiat, fit fimus fizis fin | essére esséres esséret esséremus essérezis, essérezez essérent                           | -                         |

| Infinitif        | Infinitif                                                  | essi                                          | essi         |
| Gérondif         | Gérondif                                                   | sendi                                         | sendi        |
| Pariticipe passé | Pariticipe passé                                           | stètiu, stau                                  | stètiu, stau |
|                  | Indicatif                                                  | Subjonctif                                    | Impératif    |
| Présent          | seu ses est seus seis sunt, funt                           | sia sias siast siaus siais siant              | siast siais  |
| Imparfait        | fia, femu fiast fiat, fut fiaus, femus fiais, festis fiant | fessi fessis fessit fèssimus fèssidis fessint | -            |

### Àere"avoir"
| Infinitif       | Infinitif                        | àere                                   | àere       |
| Gérondif        | Gérondif                         | aende                                  | aende      |
| Participe passé | Participe passé                  | àpidu                                  | àpidu      |
|                 | Indicatif                        | Subjonctif                             | Impératif  |
| Présent         | apo as at amus ais ant           | apa apas apat apamus apais apant       | apas apais |
| Imparfait       | aia aias aiat aìamus aiais aiant | aere aeres aeret aeremus aereis aerent | NC         |

| Infinitif       | Infinitif                                                 | àere                                                | àere        |
| Gérondif        | Gérondif                                                  | aènde                                               | aènde       |
| Participe passé | Participe passé                                           | àppiu/àppia                                         | àppiu/àppia |
|                 | Indicatif                                                 | Subjonctif                                          | Impératif   |
| Présent         | appo as at amus azes an                                   | appa appas appat appamus appazes appan              | NC          |
| Imparfait       | aìo, aìa aìas aìat abamus, ajabamus abazes, ajabazes aìan | aere(po) aeres aeret aeremus aerezes, aerezis aeren | NC          |

| Infinitif       | Infinitif                                  | àere                                                            | àere      |
| Gérondif        | Gérondif                                   | a(pp)ende                                                       | a(pp)ende |
| Participe passé | Participe passé                            | appidu                                                          | appidu    |
|                 | Indicatif                                  | Subjonctif                                                      | Impératif |
| Présent         | appo as at amus ais ant                    | appa appas appat appamus appades, appazes appant                | a appades |
| Imparfait       | aia, aio aias aiat aì(a)mus ai(a)zis aiant | a(pp)ere a(pp)eres a(pp)eret a(pp)eremus a(pp)erezes a(pp)erent | NC        |

| Infinitif       | Infinitif                                    | ai                                      | ai        |
| Gérondif        | Gérondif                                     | endi                                    | endi      |
| Participe passé | Participe passé                              | tentu                                   | tentu     |
|                 | Indicatif                                    | Subjonctif                              | Impératif |
| Présent         | apu as at eus eis ant                        | apa apas apat apaus apais apant         | (absent)  |
| Imparfait       | ia, emu iast iat iaus, emus iais, estis iant | essi essis essit èssimus èssidis essint | NC        |

Pour les verbes avec le verbe auxiliaire èssere, le participe passé s'accorde avec le genre (masculin ou féminin) et le nombre (singulier ou pluriel) du sujet, par exemple (pour la première personne) apo àpidu ; amus àpidu ; mais istadu, -a ; semus istados, -as. Les verbes èssere et àere utilisent toujours des verbes auxiliaires identiques à eux.

## Verbes en-are:cantare
Les verbes de ce groupe sont des verbes dont l'infinitif se termine par -are, ou -ai dans les dialectes du sud (y compris le Campidanais). Ce groupe est dérivé de l'infinitif de première conjugaison latine, -āre.
| Infinitif       | Infinitif                                                | cantare "chanter"                                        | cantare "chanter" |
| Gérondif        | Gérondif                                                 | cantende                                                 | cantende          |
| Participe passé | Participe passé                                          | cantadu                                                  | cantadu           |
|                 | Indicatif                                                | Subjonctif                                               | Impératif         |
| Présent         | canto cantas cantat cantamus cantades cantant            | cante cantes cantet cantemus canteis cantent             | canta cantade     |
| Imparfait       | cantaia cantaias cantaiat cantaìamus cantaiais cantaiant | cantare cantares cantaret cantaremus cantareis cantarent | NC                |

| Infinitif       | Infinitif                                          | domare "domestiquer"                                   | domare "domestiquer" |
| Gérondif        | Gérondif                                           | domande                                                | domande              |
| Participe passé | Participe passé                                    | domàu / domada                                         | domàu / domada       |
|                 | Indicatif                                          | Subjonctif                                             | Impératif            |
| Présent         | domo domas domat domamus domàes doman              | dome domes domet domémus domedas domen                 | doma domàe           |
| Imparfait       | domabo domabas domabat domabamus domabazes domaban | domàre(po) domares domaret domarémus domarezes domaren | NC                   |

| Infinitif       | Infinitif                                                 | cantare "chanter"                                         | cantare "chanter" |
| Gérondif        | Gérondif                                                  | cantande                                                  | cantande          |
| Participe passé | Participe passé                                           | cantadu                                                   | cantadu           |
|                 | Indicatif                                                 | Subjonctif                                                | Impératif         |
| Présent         | canto cantas cantat cantamus cantades cantant             | cante cantes cantet cantemus cantedes cantent             | canta cantade     |
| Imparfait       | cantaìa cantaìas cantaìat cantaiamus cantaiazis cantaiant | cantere canteres canteret canteremus canterezis cantèrent | NC                |

| Infinitif       | Infinitif                                         | cantai "chanter"                                                | cantai "chanter" |
| Gérondif        | Gérondif                                          | cantendi                                                        | cantendi         |
| Participe passé | Participe passé                                   | cantau                                                          | cantau           |
|                 | Indicatif                                         | Subjonctif                                                      | Impératif        |
| Présent         | cantu cantas cantat cantaus cantais cantant       | canti cantis cantit canteus canteis cantint                     | canta cantai     |
| Imparfait       | cantamu cantàst cantàt cantamus cantastis cantànt | cantessi cantessis cantessit cantèssimus cantèssidis cantessint | NC               |
| Passé           | NC                                                | NC                                                              | NC               |

## Verbes en-ere:tìmere
Les verbes de ce groupe sont des verbes dont l'infinitif se termine par -ere, ou -i dans les dialectes du sud. Il y a une légère irrégularité orthographique due à l'accentuation à l'infinitif et au participe passé (tìmere, tìmidu) mais sans accent ailleurs en raison de l'accentuation par défaut de la syllabe pénultième (timo, times). Ce groupe est dérivé de la fusion des deuxième et troisième infinitifs de conjugaison latine, (a)-ḗre et (á)-ere, respectivement, avec la forme infinitive privilégiée pour la troisième. Des fusions similaires se sont également produites dans de nombreuses langues Romanes.
| Infinitif       | Infinitif                                    | tìmere "avoir peur"                                | tìmere "avoir peur" |
| Gérondif        | Gérondif                                     | timende                                            | timende             |
| Participe passé | Participe passé                              | tìmidu                                             | tìmidu              |
|                 | Indicatif                                    | Subjonctif                                         | Impératif           |
| Présent         | timo times timet timimus timides timent      | tima timas timat timamus timais timant             | time timide         |
| Imparfait       | timia timias timiat timìamus timiais timiant | timere timeres timeret timeremus timereis timerent | NC                  |

| Infinitif       | Infinitif                                                      | fàchere "faire"                                              | fàchere "faire" |
| Gérondif        | Gérondif                                                       | fachende                                                     | fachende        |
| Participe passé | Participe passé                                                | fattu / fatta                                                | fattu / fatta   |
|                 | Indicatif                                                      | Subjonctif                                                   | Impératif       |
| Présent         | faco faches fachet fachimus fachìes fachen                     | faca facas facat facamus facades facan                       | fache fachìe    |
| Imparfait       | fachìo, fachìa fachìas fachìat fachiabamus fachiabazes fachìan | fachère(po) facheres facheret facherémus facherezes facheren | NC              |

| Infinitif       | Infinitif                                     | tìmere "avoir peur"                                 | tìmere "avoir peur" |
| Gérondif        | Gérondif                                      | timende                                             | timende             |
| Participe passé | Participe passé                               | tìmidu                                              | tìmidu              |
|                 | Indicatif                                     | Subjonctif                                          | Impératif           |
| Présent         | timo times timet timimus timides tìment       | tima timas timat timamus timades tìmant             | time timide         |
| Imparfait       | timia timias timiat timiamus timiazis timiant | timere timeres timeret timeremus timerezis timèrent | NC                  |

| Infinitif       | Infinitif                                                  | prandi "déjeûner"                                                     | prandi "déjeûner" |
| Gérondif        | Gérondif                                                   | prandendi                                                             | prandendi         |
| Participe passé | Participe passé                                            | pràndiu                                                               | pràndiu           |
|                 | Indicatif                                                  | Subjonctif                                                            | Impératif         |
| Présent         | prandu prandis prandit prandeus prandeis prandint          | pranda prandas prandat prandaus prandais prandant                     | prandi prandei    |
| Imparfait       | prandemu prandiast prandiat prandemus prandestis prandiant | prandessi prandessis prandessit prandèssimus prendèssidis prendessint | NC                |

## Verbes en-ire:finire
Les verbes de ce groupe sont des verbes dont l'infinitif se termine par -ire, ou -iri dans les dialectes du sud. Ce groupe est dérivé de l'infinitif de la quatrième conjugaison latine, -īre. Contrairement au français (où tous les verbes purs en -ir sont désormais irréguliers), au catalan, au roumain ou à l'italien, le sarde ne fait pas de distinction entre les verbes en -ire pur et en -ire inchoatif (dont certaines formes sont infixées sur l'infixe latin autrefois inchoatif -ēscō).
| Infinitif       | Infinitif                                    | finire "finir"                                     | finire "finir" |
| Gérondif        | Gérondif                                     | finende                                            | finende        |
| Participe passé | Participe passé                              | finidu                                             | finidu         |
|                 | Indicatif                                    | Subjonctif                                         | Impératif      |
| Présent         | fino finis finit finimus finides finent      | fina finas finat finamus finais finant             | fini finais    |
| Imparfait       | finia finias finiat finìamus finiais finiant | finire finires finiret finiremus finireis finirent | NC             |

| Infinitif       | Infinitif                                               | finire "finir"                                         | finire "finir" |
| Gérondif        | Gérondif                                                | fininde                                                | fininde        |
| Participe passé | Participe passé                                         | finìu / finìa                                          | finìu / finìa  |
|                 | Indicatif                                               | Subjonctif                                             | Impératif      |
| Présent         | fino finis finit finimus finìes finin                   | fina finas finat finamus finazes finan                 | fini finìe     |
| Imparfait       | finìo, finìa finìas finìat finiabamus finiabazes finìan | finìre(po) finires finiret finiremus finirezes finiren | NC             |

| Infinitif       | Infinitif                                           | partire "diviser"                                         | partire "diviser" |
| Gérondif        | Gérondif                                            | partinde                                                  | partinde          |
| Participe passé | Participe passé                                     | partidu                                                   | partidu           |
|                 | Indicatif                                           | Subjonctif                                                | Impératif         |
| Présent         | parto partis partit partimus partides pàrtint       | parta partas partat partamus partades pàrtant             | parti partide     |
| Imparfait       | partia partias partiat partiamus partiazis partìant | partire partires partiret partiremus partirezis partìrent | NC                |

| Infinitif       | Infinitif                                            | partiri "diviser"                                               | partiri "diviser" |
| Gérondif        | Gérondif                                             | partendi                                                        | partendi          |
| Participe passé | Participe passé                                      | partiu                                                          | partiu            |
|                 | Indicatif                                            | Subjonctif                                                      | Impératif         |
| Présent         | partu partis partit parteus parteis partint          | parta partas partat partaus partais partant                     | parti partei      |
| Imparfait       | partemu partiast partiat partemus partestis partiant | partessi partessis partessit partèssimus partèssidis partessint | NC                |

## Verbes irréguliers
Seuls les verbes les plus importants sont listés ici, en excluant les altérations régulières des radicaux infinitifs se terminant par -ch / -gh (devant les voyelles antérieures), ou -c / -g (devant les voyelles postérieures) en -c / -g devant les voyelles postérieures et -ch / -gh devant les voyelles antérieures, ou des radicaux accentués comme indiqué au § Verbes en <i id="mwCII">-ere</i> : <i id="mwCIM">tìmere</i>. Cette section exclut les verbes irréguliers èssere et àere, qui sont traités dans la section § Verbes auxiliaires : <i id="mwCIc">èsere</i> et <i id="mwCIg">àere</i>.

### Tènnere«avoir»
Ce verbe a le sens de « avoir » lorsqu'il n'est pas utilisé comme verbe auxiliaire (par opposition à <i id="mwCI0">ai</i>), dans les dialectes du centre-sud. La forme impérative à la deuxième personne du pluriel utilise la forme subjonctive présente correspondante. Pònnere « mettre » et ses dérivés se conjuguent de manière similaire à tènnere, mais son participe passé est postu au lieu de *pontu.
| Infinitif       | Infinitif                                    | tènnere                                                  | tènnere       |
| Gérondif        | Gérondif                                     | tenende                                                  | tenende       |
| Participe passé | Participe passé                              | tentu                                                    | tentu         |
|                 | Indicatif                                    | Subjonctif                                               | Impératif     |
| Présent         | tèngio tenes tenet tenimus tenides tenent    | tèngia tèngias tèngiat tengiamus tengiais tèngiant       | tene tengiais |
| Imparfait       | tenia tenias teniat tenìamus teniais teniant | tennere tenneres tenneret tenneremus tennereis tennerent | NC            |

| Infinitif       | Infinitif                                            | tenni                                                     | tenni      |
| Gérondif        | Gérondif                                             | tennendi                                                  | tennendi   |
| Participe passé | Participe passé                                      | tentu                                                     | tentu      |
|                 | Indicatif                                            | Subjonctif                                                | Impératif  |
| Présent         | tengu tenis tenit teneus teneis tenint               | tenga tengas tengat tengaus tengais tengant               | teni tenei |
| Imparfait       | tennemu tenniast tenniat tennemus tennestis tenniant | tenessi tenessis tenessit tenèssimus tenèssidis tenessint | NC         |

### Bènnere«venir»
Bien que ce verbe se conjugue de manière similaire à tènnere, certaines formes ont -i-, et l'impératif de la deuxième personne du pluriel ne vient pas du subjonctif présent.
| Infinitif       | Infinitif                                    | bènnere                                                  | bènnere     |
| Gérondif        | Gérondif                                     | benende                                                  | benende     |
| Participe passé | Participe passé                              | bènnidu                                                  | bènnidu     |
|                 | Indicatif                                    | Subjonctif                                               | Impératif   |
| Présent         | bèngio benis benit benimus benides benint    | bèngia bèngias bèngiat bengiamus bengiais bèngiant       | beni benide |
| Imparfait       | benia benias beniat benìamus beniais beniant | bennere benneres benneret benneremus bennereis bennerent | NC          |

### Fàghere«faire»
Pòdere « pouvoir » se conjugue de manière similaire à fàghere, mais la consonne médiane de l'infinitif est -d- et le participe passé était pòdidu (pòtziu en Campidanais). Còghere « cuisiner » est également conjugué de manière similaire à fàghere, mais les formes présentes contenant -tz- sont remplacées par -g-.
| Infinitif       | Infinitif                                          | fàghere                                                  | fàghere       |
| Gérondif        | Gérondif                                           | faghende                                                 | faghende      |
| Participe passé | Participe passé                                    | fatu                                                     | fatu          |
|                 | Indicatif                                          | Subjonctif                                               | Impératif     |
| Présent         | fatzo faghes faghet faghimus faghides faghent      | fatza fatzas fatzat fatzamus fatzais fatzant             | faghe faghide |
| Imparfait       | faghia faghias faghiat faghìamus faghiais faghiant | faghere fagheres fagheret fagheremus faghereis fagherent | NC            |

### Dare«donner»
| Infinitif       | Infinitif                              | dare                                   | dare      |
| Gérondif        | Gérondif                               | dende                                  | dende     |
| Participe passé | Participe passé                        | dadu                                   | dadu      |
|                 | Indicatif                              | Subjonctif                             | Impératif |
| Présent         | dao das dat damus dais dant            | dia dias diat diamus diais diant       | dae dage  |
| Imparfait       | daia daias daiat daìamus daiais daiant | dare dares daret daremus dareis darent | NC        |

| Infinitif       | Infinitif                              | dare                                                                    | dare      |
| Gérondif        | Gérondif                               | dande                                                                   | dande     |
| Participe passé | Participe passé                        | dau                                                                     | dau       |
|                 | Indicatif                              | Subjonctif                                                              | Impératif |
| Présent         | do das dat damus daes dan              | dìa, dìe dìas, dìes dìat, dìet diamus, diémus diazes, diezes dìan, dìen | dae daze  |
| Imparfait       | dabo dabas dabat dabamus dabazes daban | dare(po) dares daret daremus darezes daren                              | NC        |

| Infinitif       | Infinitif                                     | donai                                                              | donai                                      |
| Gérondif        | Gérondif                                      | dende, dande                                                       | dende, dande                               |
| Participe passé | Participe passé                               | dau, dadu                                                          | dau, dadu                                  |
|                 | Indicatif                                     | Subjonctif                                                         | Impératif                                  |
| Présent         | dongu, dònju donas dònat donaus donais dònant | dona(m)u donast donat donamus donastis donant                      | - dona donghit don(gh)eus donai don(gh)int |
| Imparfait       | daia daias daiat daìamus daiais daiant        | don(gh)essi don(gh)essit don(gh)èssimus don(gh)estis don(gh)èssint | NC                                         |

### Quelques verbes avec une faible irrégularité

#### Andare«emporter»
Ce verbe n'est normalement pas supplétif et conjugué régulièrement comme les verbes en -are en Limba Sarda Comuna, mais supplétif de manière similaire aux verbes comme le français aller et l'italien andare (tous signifiant « aller ») dans certains dialectes. En Campidanais et en logudorais, les formes impératives sont supplétives, ce qui donne respectivement les formes bai / baxi et bae / bazi.

#### Bàlere«valoir»
Ce verbe a un infixe -gi- irrégulier au présent de l'indicatif (à la première personne du singulier) et au présent du subjonctif (bàgio ; bàgia, bàgias, bàgiat, bagiamus, bagiais, bàgiant). En Campidanais, le -l- gémine en -ll- ( ballu ; balla, ...).